# Y Not
Y Not è un album di inediti del cantante rock britannico Ringo Starr, pubblicato 12 gennaio 2010 dall'etichetta discografica Universal.
Le dieci tracce sono state prodotte da Starr insieme a Bruce Sugar.

## Tracce
CD (Roccabella 06025 2727380 (UMG) / EAN 0602527273808)
1. Fill in the Blanks – 3:14 (Joe Walsh, Richard Starkey)
2. Peace Dream – 3:34 (Gary Nicholson, Gary Wright, Richard Starkey)
3. The Other Side of Liverpool – 3:23 (David A. Stewart, Richard Starkey)
4. Walk with You – 4:42 (Van Dyke Parks, Richard Starkey)
5. Time – 3:49 (David A. Stewart, Richard Starkey)
6. Everyone Wins – 3:54 (Richard Starkey, Johnny Warman)
7. Mystery of the Night – 4:05 (Richard Marx, Richard Starkey)
8. Can't Do It Wrong – 3:45 (Gary Burr, Richard Starkey)
9. Y Not – 3:49 (Glen Ballard, Richard Starkey)
10. Who's Your Daddy – 2:29 (Joss Stone, Richard Starkey)

Durata totale: 36:44